# Harold Reitsema
Harold James Reitsema (né en 1948) est un astronome américain ayant participé à la découverte de Télesto, une lune de Saturne (avril 1980), et de Larissa, une lune de Neptune (mai 1981). 
Reitsema est également responsable de plusieurs avancées dans l'utilisation des techniques de fausses couleurs appliquées aux images astronomiques. Il est membre de l'équipe Halley Multicolour Camera pour la sonde spatiale de l'ESA Giotto qui a pris des images en gros plan de la comète Halley en 1986. 
Il a été impliqué dans un grand nombre de missions de la NASA, dont le télescope spatial Spitzer, Submillimeter Wave Astronomy Satellite, la sonde New Horizons vers Pluton et le télescope spatial Kepler. 
Reitsema participe aux observations au sol de la mission Deep Impact en 2005. Il observe l'impact de la sonde sur la comète Tempel 1 depuis les télescopes de l'observatoire de San Pedro Mártir (Mexique). 
Il a également été le directeur de mission du programme Sentinel de la Fondation B612 ayant pour but de détecter des astéroïdes géocroiseurs qui pourraient être des menaces potentielles pour la Terre. 
L'astéroïde (13327) Reitsama a été nommé son honneur.  